# MAN A23
De MAN A23 of MAN NG 263/313/353/363 is een gelede bustype, geproduceerd door de Duitse busfabrikant MAN van 1998 tot 2005. De bus was bedoeld voor stedelijk gebruik en had een volledig lage vloer.

## Geschiedenis
In 1998 werd de bus geïntroduceerd als de opvolger van de MAN A11, in navolging op de A20 en A21 en werd gelijk in de nieuwe stijl uitgevoerd. De bus kreeg de typebenamingen NG 263, NG 313, NG 353 en NG 363. De benamingen waren afhankelijk van de vermogen van de motor.
In 2004 werden de A20, A21 en A23 gemoderniseerd en aangeduid onder een nieuwe benaming de Lion's City.

## Inzet
De bussen werden ingezet in verschillende landen, waaronder Duitsland en Luxemburg. In Nederland komt deze bustype niet voor. Wel komt het voor in de vorm van zijn opvolger de Lion's City G.
| Bedrijf                | Serie     | Aantal    | Inzet                     | Opmerking                               |
| Duitsland              | Duitsland | Duitsland | Duitsland                 | Duitsland                               |
| ---------------------- | --------- | --------- | ------------------------- | --------------------------------------- |
| Autokraft              | 1         | 818       | Sleeswijk-Holstein        |                                         |
| Autokraft              | 2         | 833-834   | Sleeswijk-Holstein        |                                         |
| BoGeStra               | 9961-9968 | 30        | Metropoolgebied Rijn-Ruhr |                                         |
| BVG                    | 4001–4035 | 35        | Berlijn                   |                                         |
| DSW                    | 1631-1650 | 20        | Dortmund                  |                                         |
| Hamburger Hochbahn AG  | 7001-7005 | 5         | Hamburg                   |                                         |
| Hamburger Hochbahn AG  | 7201-7205 | 5         | Hamburg                   |                                         |
| Hamburger Hochbahn AG  | 7237-7238 | 2         | Hamburg                   |                                         |
| Hamburger Hochbahn AG  | 7359-7360 | 2         | Hamburg                   |                                         |
| Hamburger Hochbahn AG  | 7415-7420 | 6         | Hamburg                   |                                         |
| HCR                    | 25-26     | 2         | Metropoolgebied Rijn-Ruhr |                                         |
| HCR                    | 74-78     | 5         | Metropoolgebied Rijn-Ruhr |                                         |
| MVG                    | 013-021   | 9         | Mülheim an der Ruhr       |                                         |
| Rheinbahn              | 8301-8315 | 15        | Düsseldorf                |                                         |
| Stadtwerke Münster     | 2015-2024 | 10        | Münster                   |                                         |
| Stadtwerke Münster     | 2315-2318 | 4         | Münster                   |                                         |
| Vestischer-Bus         | 2630-2641 | 12        | Metropoolgebied Rijn-Ruhr | 2639 is buiten dienst na brandschade    |
| Vestischer-Bus         | 2843-2845 | 3         | Metropoolgebied Rijn-Ruhr |                                         |
| Vestischer-Bus         | 2849-2855 | 7         | Metropoolgebied Rijn-Ruhr |                                         |
| WSW                    | 0061-0072 | 12        | Wuppertal                 |                                         |
| WSW                    | 0161-0176 | 16        | Wuppertal                 |                                         |
| WSW                    | 9961-9985 | 25        | Wuppertal                 |                                         |
| Luxemburg              |           |           |                           |                                         |
| AVL                    | 84-96     | 13        | Stadsdienst Luxemburg     | Buiten dienst                           |
| TICE                   | 111-112   | 2         | Kanton Esch-sur-Alzette   |                                         |
| TICE                   | 114-116   | 3         | Kanton Esch-sur-Alzette   |                                         |
| Voyages Ecker          | B1345     | 1         | Luxemburg                 |                                         |
| Voyages Ecker          | B1257     | 1         | Luxemburg                 |                                         |
| Oostenrijk             |           |           |                           |                                         |
| IVB                    | ??        | ??        | Innsbruck                 |                                         |
| Wiener Linien          | 8201-8266 | 66        | Wenen                     | LPG-bussen                              |
| Zweden                 |           |           |                           |                                         |
| Göteborgs Spårvägar AB | 121-125   | 5         | Göteborg                  | Zijn verkocht                           |
| Göteborgs Spårvägar AB | 551-584   | 34        | Göteborg                  | Zijn verkocht                           |
| Keolis Sverige AB      | 5389-5398 | 10        | ??                        | CNG bussen Voormalig Busslink i Sverige |
| Zwitserland            |           |           |                           |                                         |
| BVB                    | 751-788   | 38        | Bazel                     |                                         |